# Kanton Cahors-2
 Cahors-2 is een kanton van het Franse departement Lot. Het kanton maakt deel uit van het arrondissement Cahors. In 2021 telde het 9.242 inwoners.

Het kanton werd gevormd ingevolge het decreet van 13 februari 2014 , met uitwerking op 22 maart 2015, met Cahors als hoofdplaats.

## Gemeenten
Het kanton omvatte, naast een deel van Cahors, 6 gemeenten bij zijn oprichting.
Op 1 januari 2017 werden de gemeente Vers en de gemeente Saint-Géry uit het kanton Causse et Vallées samengevoegd tot de fusiegemeente (commune nouvelle) Saint Géry-Vers. 
Bij decreet van 5 maart 2020 werd Vers overgeheveld naar het kanton Causses et Vallées.
Op 1 januari 2017 werden de gemeenten Cours, Laroque-des-Arcs en Valroufié samengevoegd tot de fusiegemeente (commune nouvelle) Bellefont-La Rauze.
Sindsdien omvat het kanton volgende gemeenten :
- Cahors ( noordoostelijk deel)
- Arcambal
- Bellefont-La Rauze
- Lamagdelaine